# 32ª Squadriglia
La 32ª Squadriglia del Servizio Aeronautico del Regio Esercito dall'aprile 1916 vola sul campo di Campo di aviazione di Villaverla con aerei Farman.

## Storia

### Prima guerra mondiale
Il 15 aprile 1916 nel cambio dei nomi di tutte le squadriglie la 12ª Squadriglia da ricognizione e combattimento del Campo di aviazione di Villaverla del III Gruppo (poi 3º Gruppo caccia terrestre) comandata dal Capitano Armando Armani (che dal 1927 al 1928 sarà il Capo di stato maggiore dell'Aeronautica) diventa 32ª Squadriglia con 5 Farman 14 con motore Fiat A.10.
Il 3 maggio bombarda Levico Terme e nel mese si aggrega una Sezione Nieuport con 3 piloti tra cui il Caporale Elia Antonio Liut con 3 Ni. X.
Il 28 dicembre il comando passa al Cap. Mario Zoboli.
Il 1º gennaio 1917 dispone di 8 piloti e 3 osservatori per 8 Farman, il 10 aprile passa al IX Gruppo (poi 9º Gruppo Caccia) ed a maggio nel VII Gruppo (poi 7º Gruppo Autonomo Caccia Terrestre).
Il 4 luglio si sposta sul Campo di aviazione di San Pietro in Gu al comando del Cap. Fiorenzo Ungaro e nell'ambito della Battaglia di Caporetto il 25 ottobre viene colpito dalla contraerea l'aereo del Sergente Bruno Scaruggi e del Tenente osservatore Giuseppe Santoro che atterrano in emergenza a Nove di Bassano.
Alla fine dell'anno ci sono 5 piloti e 5 osservatori e nel 1917 ha il reparto svolto 153 voli di guerra.
Il 24 febbraio 1918 si sposta a Nove di Bassano ed in marzo riceve i Savoia-Pomilio SP.3.
Il 13 marzo torna a San Pietro in Gu ed in aprile transita sui SIA 7b quando ne vengono sospesi i voli.
Il 2 giugno il comando passa al Cap. osservatore Luigi Biondi che dispone di 7 piloti, altri 2 osservatori e 3 allievi osservatori ed il 22 giugno un SIA precipita per perdita delle ali.
Il 1º luglio dispone di 10 piloti, 4 osservatori e 6 allievi osservatori. In seguito cessa la transizione al SIA per passare sui Pomilio PE.
In ottobre il comando passa al Cap. Vittorio Arrigoni e nella Battaglia di Vittorio Veneto svolge 47 voli di guerra restando al 4 novembre con 7 PE operativi.
Nel 1918 ha svolto quasi 200 voli di guerra e nell'intero conflitto 850 voli di guerra.
Nel marzo 1919 riceve gli Ansaldo S.V.A. ricevendo la 4ª Sezione SVA spostandosi poi a Fossalunga.
Alla fine dell'anno è all'Aeroporto di Udine-Campoformido comandata dal Ten. Bruto Polacco ed il 20 dicembre 1920 viene sciolta.
Al 20 aprile 1919 disponeva di 4 SVA.

### Il dopoguerra
Il 20 dicembre 1925 rinasce all'Aeroporto di Verona-Boscomantico nel XV Gruppo del 21º Stormo di Bologna della Regia Aeronautica sugli Ansaldo A.300.
Dal 1º giugno 1929 va a Bolzano al comando del capitano Vincenzo Simeti, con 15 piloti e dal mese di maggio era passata sugli IMAM Ro.1 sostituiti nell'agosto 1933 dagli Ro.1 bis.
Nel marzo 1937 passa sugli IMAM Ro.37 ed il 15 settembre 1939 passa con il XV Gruppo nel 22º Stormo O.A. di Udine.

### Seconda guerra mondiale
Al 10 giugno 1940 era con 4 Caproni Ca.311 a Campoformido nel 15º Gruppo del 22º Stormo Osservazione Aerea per la 2ª Armata nell'Aviazione Ausiliaria per l'Esercito.